# Síndrome
En medicina, un síndrome
(del griego συνδρομή syndromé, 'concurso' es decir "que ocurre junto"), es un cuadro clínico o un conjunto de síntomas que presenta alguna enfermedad con cierto significado y que por sus propias características posee cierta identidad; es decir, un grupo significativo de síntomas y signos (datos semiológicos), que concurren en tiempo y forma, y con variadas causas o etiología.
Todo síndrome es una entidad clínica que asigna un significado particular o general a las manifestaciones semiológicas que la componen. El síndrome es plurietiológico porque tales manifestaciones semiológicas pueden ser producidas por diversas causas. De este modo, es común diferenciar entre formas primarias y secundarias de un mismo síndrome. Las formas primarias corresponden a aquellos síndromes no relacionables con una etiología o enfermedad conocida, mientras que las formas secundarias son aquellos síndromes con etiología conocida o al menos vinculados clínicamente con otra enfermedad. Por ejemplo, el síndrome de Raynaud describe un trastorno vasomotor que afecta fundamentalmente a las manos y que puede aparecer como forma primaria/idiopática o asociado a numerosas causas como enfermedades autoinmunes, hematológicas, fármacos, etc.
Si bien, por definición, síndrome y enfermedad son entidades clínicas con un marco conceptual diferente, hay situaciones en la patología que dificultan una correcta identificación de ciertos procesos en una categoría o en otra.
Por ejemplo, el síndrome de Raynaud puede ser una manifestación de varias patologías o incluso considerarse idiopático cuando en el estudio del paciente no se encuentra una causa plausible. El síndrome meníngeo (asociación de cefalea, vómitos, rigidez de nuca y fotofobia) también puede reflejar patologías muy diferentes como hemorragia cerebral, meningitis purulenta, tuberculosis meníngea o una simple meningitis vírica. Si los signos son exclusivamente de laboratorio y no clínicos, se denomina síndrome de laboratorio (término semiológico) para subrayar el hecho de que no hay signos o síntomas clínicos que demuestren la enfermedad. El síndrome de laboratorio está presente, por ejemplo, en individuos portadores de un virus, pero que no presentan manifestaciones de enfermedad. Diversas patologías también pueden presentar anomalías de laboratorio comunes con signos y síntomas clínicos diferentes.
Los síndromes suelen llevar el nombre del médico o científico que los describió por primera vez (por ejemplo, síndrome de Down o síndrome de Susac). Otras veces (más raramente) reciben el nombre del paciente en el que se diagnosticaron por primera vez (por ejemplo, síndrome de Duncan), o en referencia a la poesía, la geografía o la historia, como el síndrome de Estocolmo, en referencia al atraco al Kreditbanken en Norrmalmstorg, Estocolmo, entre el 23 y el 28 de agosto de 1973.

## El término en la historia
Como término médico, los primeros ejemplos seguros los encontramos en Galeno, s. II d. C., quien cita la palabra reiteradamente como un término propio de médicos empíricos. Los libros de Galeno documentan la primera aparición de muchas palabras en el vocabulario de la medicina, a pesar de que él no fue un creador de vocabulario.
Celio Aureliano, médico del Norte de África del s. V d. C. que escribía en latín, tradujo el concepto con el término concursus, por lo que no aparece la palabra en su forma griega transliterada al latín —es decir, syndrome— hasta el Renacimiento.
El primer idioma moderno en que se documenta la palabra es en inglés en una fecha tan temprana como 1541 en una traducción de Galeno hecha por Copland;[cita requerida] algunos años más tarde aparece en francés.[cita requerida]
Los síndromes suelen llevar el nombre del médico o científico que los describió por primera vez (por ejemplo, síndrome de Down o síndrome de Susac). Otras veces (más raramente) recibe su nombre del paciente en el que fue diagnosticado por primera vez, o incluso como una referencia a la poesía, a la geografía o sucesos reales, como el síndrome de Estocolmo, en referencia al asalto al Kreditbanken en Norrmalmstorg, Estocolmo del 23 al 28 de agosto de 1973.
También se llama síndrome a ciertas situaciones en las que la enfermedad aún no está bien indicada con todos sus signos y síntomas o en los que los síntomas son frustrantes como el síndrome de gripe o incluso el embarazo. 
Con la evolución de nuestro conocimiento, algunos síntomas considerados anteriormente como un reflejo de una enfermedad bien individualizada, han demostrado hoy corresponder a un conjunto de patologías diferenciadas y se han llamado síndrome: es el caso del síndrome de Parkinson o parkinsonismo cuya patología más frecuente, anteriormente considerada la única, es la enfermedad de Parkinson.
Algunas patologías siguen llamándose síndrome por razones históricas, porque el conjunto de signos y síntomas se describió antes de que se conocieran la etiología y la fisiopatología: es el caso del síndrome de inmunodeficiencia adquirida (SIDA), el síndrome metabólico o el síndrome de disgenesia testicular.
Si con el tiempo algunas enfermedades se han convertido en síndromes, también ha ocurrido lo contrario y algunos síndromes pasan a considerarse enfermedades: es el caso del síndrome de polimialgia idiopática difusa, ahora llamado Fibromialgia.
Entre los síndromes congénitos más conocidos están el síndrome de Down (que corresponde a una sola enfermedad), los síndromes bioquímicos o metabólicos debidos a errores innatos del metabolismo, y los síndromes displásicos o displasias, que son un conjunto de malformaciones, por

## Uso

### Medicina general
En medicina se utiliza una definición amplia de síndrome, que describe un conjunto de síntomas y hallazgos sin vincularlos necesariamente a una única patogénesis identificable. Ejemplos de síndromes infecciosos son la encefalitis y la hepatitis, que pueden tener varias causas infecciosas diferentes. La definición más específica empleada en genética médica describe un subconjunto de todos los síndromes médicos.

### Psiquiatría y psicopatología
Los síndromes psiquiátricos a menudo llamados síndromes psicopatológicos (psicopatología se refiere tanto a las disfunciones psíquicas que se producen en los trastornos mentales, como al estudio del origen, diagnóstico, desarrollo y tratamiento de los trastornos mentales).
En Rusia esos síndromes psicopatológicos se utilizan en la práctica clínica moderna y se describen en la literatura psiquiátrica en los detalles: síndrome asténico, síndrome obsesivo, síndromes emocionales (por ejemplo, síndrome maníaco, síndrome depresivo), síndrome de Cotard, síndrome catatónico, síndrome hebefrénico, delirioal y síndrome alucinatorio (por ejemplo, síndrome paranoide, síndrome paranoide-alucinatorio, Kandinsky-Síndrome de Clérambault también conocido como síndrome de automatismo psíquico, alucinosis), síndrome parafrénico, síndromes psicopáticos (incluye todos los trastornos de la personalidad), nubosidad de la conciencia síndromes (por ejemplo, nubosidad crepuscular de la conciencia, síndrome amencial también conocido como amentia, síndrome delirante, síndrome de aturdimiento de la conciencia, síndrome oneiroide), síndrome histérico, síndrome neurótico, síndrome de Korsakoff, síndrome hipocondríaco, síndrome paranoico, síndrome senestopático, síndrome encefalopático.
Algunos ejemplos de síndromes psicopatológicos utilizados en la Alemania moderna son el síndrome psicoorgánico, el síndrome depresivo, el síndrome paranoide-alucinatorio, el síndrome obsesivo-compulsivo, el síndrome autonómico, el síndrome de hostilidad, la síndrome maníaco, la síndrome apático.
Síndrome de Münchausen, Síndrome de Ganser, Síndrome de déficit inducido por neurolépticos, Síndrome de referencia olfativo también son conocidos.

#### Historia
Los síndromes psicopatológicos más importantes fueron clasificados en tres grupos por orden de gravedad por el psiquiatra alemán Emil Kraepelin (1856-1926). El primer grupo, que incluye los trastornos leves, consta de cinco síndromes: emocional, paranoide, histérica, delirante e impulsivo. El segundo grupo, intermedio, incluye dos síndromes: síndrome esquizofrénico y síndrome alucinatorio del habla. El tercero incluye los trastornos más graves, y consta de tres síndromes: epiléptica, oligófica y demencia. En la época de Kraepelin, la epilepsia se consideraba una enfermedad mental; Karl Jaspers también consideraba que la "epilepsia genuina" era una "psicosis", y describió "las tres psicosis principales" como esquizofrenia, epilepsia y enfermedad maníaco-depresiva.

#### Asignación de nombre
No existe una convención común establecida para nombrar los síndromes recientemente identificados. Como se ha indicado más arriba, en el pasado, los síndromes solían recibir el nombre del médico o científico que identificó y describió la afección en una publicación inicial o por otras situaciones. Ha habido casos aislados de pacientes deseosos de que sus síndromes llevaran su nombre, mientras que sus médicos dudaban. Cuando un síndrome lleva el nombre de una persona, existe cierta diferencia de opinión sobre si debe tomar la forma posesiva o no (por ejemplo, síndrome Down versus síndrome de Down). El uso estadounidense en inglés ha tendido a favorecer la forma no posesiva, mientras que las referencias europeas suelen utilizar el posesivo. Un estudio de 2009 demostró una tendencia a alejarse de la forma posesiva en Europa en la literatura médica entre 1970 y 2008.
La definición de síndromes a veces se ha denominado sindromología, pero generalmente no es una disciplina separada de la nosología y el diagnóstico diferencial en general, que implican inherentemente el reconocimiento de patrones (tanto sensibles como automatizados) y la diferenciación entre conjuntos superpuestos de signos y síntomas. La teratología (dismorfología), por su naturaleza, implica la definición de síndromes congénitos que pueden incluir defectos de nacimiento (patoanatomía), dismetabolismo (fisiopatología) y trastornos del neurodesarrollo.

### Genética médica
En el campo de la genética médica, el término «síndrome» se utiliza tradicionalmente solo cuando se conoce la causa genética subyacente. Así, la trisomía 21 se conoce comúnmente como síndrome de Down.
Hasta 2005, el síndrome CHARGE se denominaba con mayor frecuencia "asociación CHARGE". Cuando se descubrió el principal gen causante (CHD7) de la enfermedad, se cambió el nombre. No se ha determinado la causa subyacente consensuada de la asociación VACTERL, por lo que no se suele denominar "síndrome".

### Otros campos
En biología, "síndrome" se utiliza en un sentido más general para describir conjuntos de rasgos característicos en diversos contextos. Los ejemplos incluyen síndromes de comportamiento, así como síndromes florales y síndromes de dispersión de semillas.
En mecánica orbital y astronomía, el síndrome de Kessler se refiere al efecto cuando la densidad de los objetos en órbita terrestre baja (LEO) es lo suficientemente alta como para que las colisiones entre objetos puedan provocar una cascada en la que cada colisión genere basura espacial que aumente la probabilidad de nuevas colisiones.
En la teoría de corrección cuántica de errores los síndromes corresponden a errores en las palabras de código que se determinan con mediciones de síndrome, que solo colapsan el estado en un estado de error, de modo que el error puede corregirse sin afectar a la información cuántica almacenada en las palabras de código.

## Cuadro subsindrómico
Cuando hay una serie de síntomas que sugieren una enfermedad o condición particular pero no cumplen con los criterios definidos utilizados para hacer un diagnóstico de esa enfermedad o condición es cuando se habla de cuadro subsindrómico. Esto puede ser un poco subjetivo porque, en última instancia, corresponde al médico hacer el diagnóstico. Esto podría deberse a que no ha avanzado al nivel o no ha superado un umbral o simplemente a síntomas similares causados por otros problemas. Es sinónimo de subclínico, ya que una de sus definiciones es "donde se cumplen algunos criterios pero no los suficientes para alcanzar el estado clínico"; pero subclínico no siempre es intercambiable, ya que también puede significar "no detectable o que produce efectos que no son detectables por las pruebas clínicas habituales"; es decir, asintomáticos.

## Ejemplo
En el siguiente ejemplo vemos que la combinación de dolor de cabeza + vómitos + rigidez de nuca + fotofobia constituye un síndrome meníngeo que refleja irritación de las meninges (más precisamente inflamación del espacio subaracnoideo). A continuación, el médico realiza una punción del líquido cefalorraquídeo que le orientará hacia la enfermedad en cuestión: hemorragia subaracnoidea si el líquido contiene sangre, meningitis purulenta si el líquido está turbio, etc.
| Síntomas         | Síndrome                                        | Enfermedades          |
| ---------------- | ----------------------------------------------- | --------------------- |
| Cefalea          | Síndrome meníngeo (inflamación de las meninges) | Hemorragia meníngea   |
| Vómitos          | Síndrome meníngeo (inflamación de las meninges) | Meningitis viral      |
| Rigidez meníngea | Síndrome meníngeo (inflamación de las meninges) | Meningitis purulenta  |
| Fotofobia        | Síndrome meníngeo (inflamación de las meninges) | Tuberculosis meningea |